# Сулуу-Терек
Сулуу-Тере́к (кирг. Сулуу-Терек, Конорчек) — одно из живописных мест в горах Киргизского Ала-Тоо.
Каньоны Сулуу-Терека расположены неподалёку от Краснооктябрьского моста, проложенного в Боомском ущелье на границе Чуйской и Иссык-Кульской областей.
Своё название Сулуу-Терек (в переводе с киргизского — «красивый тополь») получил от одинокого серебристого тополя, растущего среди продуваемой жёсткими ветрами поймы реки, вода в которой появляется лишь в период дождей. Это уникальное место спрятано в самом сердце Киргизского хребта и представляет собой запутанную систему каньонов, петляющих среди глиняных скал.
Чтобы добраться до каньонов, нужно пройти 5—7 км на запад по руслу пересыхающей речки, впадающей в реку Чу на 130-м километре автодороги Бишкек-Каракол (на 250 метров севернее Краснооктябрьского моста).